# Списак река у Африци

## Јужна Африка
- Река Берг - Јужноафричка Република
- Бреде - Јужноафричка Република
- Грут - Јужноафричка Република
- Орање - Јужноафричка Република, Лесото, Намибија
- Вал - Јужноафричка Република
- Тугела - Јужноафричка Република
- Лимпопо - Мозамбик, Јужноафричка Република, Зимбабве, Боцвана
- Фиш - Намибија
- Квисеб _ Намибија
- Кванза - Ангола
- Молопо - Боцвана, Јужноафричка Република
- Окаванго - Боцвана, Намибија, Ангола (као Кубанго)
- Замбези - Ангола, Замбија, Намибија, Зимбабве, Мозамбик

## Централна Африка
- Конго
  - Кванго
  - Касаи
  - Луалаба
  - Ломами
  - Убанги
    - Уеле
    - Мбому
- Габон
- Квилу
- Мбини
- Нтем
- Њанга
- Огове

## источна Африка
- Галана - Кенија
- Џуба - Сомалија
  - Дава - Етиопија
  - Гебели - Етиопија
- Керио - Кенија
- Мапуто - Мозамбик
- Мара - Кенија, Танзанија
- Руфиџи - Танзанија
- Рувума - Танзанија, Мозамбик
- Шабели - Етиопија, Сомалија
- Тана - Кенија
- Бели Нил - Уганда

## западна Африка
- Бандама - Обала Слоноваче
- Кавали - Либерија, Обала Слоноваче
- Гамбија - Гамбија, Сенегал
- Нигер
- Уеме - Бенин
- Свети Павле - Либерија
- Санага - Камерун
- Сенегал - Сенегал, Мауританија, Мали
- Волта - Гана, Буркина Фасо

## северна Африка
- Нил - Египат, Судан
  - Плави Нил - Судан, Етиопија
  - Бели Нил - Судан
- Бу Регрег - Мароко
- Мулуја - Мароко
- Ум ер Рбија - Мароко
- Себу - Мароко